# Church Stretton
Church Stretton egy kisváros az angliai Shropshire grófság déli részén, kb. 20 km-re délre Shrewsburytől. A 2001-es népszámlálási adatok szerint lakossága 4186 fő.

## Földrajza
Church Stretton fölé emelkedik a Long Mynd dombság, melyről csodálatos kilátás nyílik a városra. A vízellátást egy felszínalatti gleccsertó biztosítja, melynek vizét kutakon keresztül hozzák a felszínre. A város környékén találhatók a Brit-szigetek legrégebbi geológiai formációi, több mint 500 millió évesek. Church Stretton közelében egy aktív törésvonal húzódik (Pontesford-Linley törésvonal), mely mentén utoljára 1990. április 2-án volt nagyobb méretű földrengés (5,1 fokozatú a Richter-skála szerint). A Comley kőfejtőben (4 km-re a várostól) találták meg a Brit-szigetek első trilobita ősmaradványait.

## Története
A Stretton-völgyet már évezredek óta lakják, ennek egyik ékes bizonyítéka a közeli Caer Caradoc dombon megtalált vaskorszaki erőd maradványai. A város neve az óangol stræt-ből származik, melynek jelentése római út valamint a tun-ból, jelentése település.
A város vásártartási jogot kapott János királytól 1214-ben. Ezt ma is megtartják minden csütörtökön. A városközpont épületeinek nagy része elpusztult az 1593-as tűzvészben. A ma is álló favázas házak az ezt követő újjáépítés eredményei.
A nagy ipari forradalom idején egy pamutszövő műhelyt létesítettek a településen, melyet a 20. század elején zártak be. Ma egyike a város látnivalóinak.

## Gazdasága
A város lakosságának nagy részét egy vízpalackozó üzem foglalkoztatja. Ezen kívül a városban van a Polymer Laboratories vállalat egyik fiókja is. A turizmusnak is jelentős szerepe van a gazdaságban. A 2001-es népszámlálási adatok szerint a hivatalos munkanélküliségi ráta 1,9%.

## Közlekedés
A városon áthalad a Walesi határvidék vasútvonal, de megállnak a Wales Szíve vasútvonalat kiszolgáló egyes szerelvények is.